# Bắn súng tại Thế vận hội Mùa hè 1912 - bắn hươu chạy, hai viên đạn 100 mét
Nội dung bắn hươu chạy, hai viên đạn 100 mét là một nội dung thi đấu của môn thể thao Bắn súng tại Thế vận hội mùa hè năm 1912. Đây là lần thứ hai nội dung này được đưa vào chương trình thi đấu, với lần đầu là vào năm 1908. Cuộc tranh tài diễn ra vào thư tư, ngày 3 tháng 7 năm 1912.
Hai mươi xạ thủ từ sáu quốc gia đã tham gia tranh tài.

## Kết quả
| Thứ tự | Tên xạ thủ              | Điểm số |
| ------ | ----------------------- | ------- |
| 1      | Bản mẫu:Lá cờIOCathlete | 79      |
| 2      | Bản mẫu:Lá cờIOCathlete | 74      |
| 3      | Bản mẫu:Lá cờIOCathlete | 72      |
| 4      | Bản mẫu:Lá cờIOCathlete | 68      |
| 4      | Bản mẫu:Lá cờIOCathlete | 68      |
| 6      | Bản mẫu:Lá cờIOCathlete | 67      |
| 7      | Bản mẫu:Lá cờIOCathlete | 65      |
| 8      | Bản mẫu:Lá cờIOCathlete | 64      |
| 9      | Bản mẫu:Lá cờIOCathlete | 61      |
| 10     | Bản mẫu:Lá cờIOCathlete | 60      |
| 11     | Bản mẫu:Lá cờIOCathlete | 59      |
| 12     | Bản mẫu:Lá cờIOCathlete | 58      |
| 12     | Bản mẫu:Lá cờIOCathlete | 58      |
| 14     | Bản mẫu:Lá cờIOCathlete | 57      |
| 15     | Bản mẫu:Lá cờIOCathlete | 49      |
| 16     | Bản mẫu:Lá cờIOCathlete | 48      |
| 17     | Bản mẫu:Lá cờIOCathlete | 47      |
| 17     | Bản mẫu:Lá cờIOCathlete | 47      |
| 19     | Bản mẫu:Lá cờIOCathlete | 39      |
| 20     | Bản mẫu:Lá cờIOCathlete | 32      |